# 関柴村
関柴村（せきしばむら）は福島県耶麻郡にあった村。現在の喜多方市関柴町各町にあたる。

## 地理
- 山：羽山堂山、大仏山
- 河川：姥堂川

## 歴史
- 1889年（明治22年）4月1日 - 町村制の施行により、耶麻郡西勝村、上高額村、三津井村、平林村、関柴村、下柴村、豊芦村の区域をもって成立。
- 1954年（昭和29年）3月31日 - 耶麻郡喜多方町、岩月村、上三宮村、熊倉村、慶徳村、豊川村、松山村と新設合併し喜多方市が発足。同日関柴村廃止。